# Opale
L'opale (simbolo IMA: Opl) è un minerale colloidale amorfo, costituito da silice idrata (SiO2·nH2O), semiamorfo o microcristallino, ovvero privo di struttura reticolare, infatti non si presenta in cristalli, ma in vene, noduli e croste di vari colori, spesso con iridescenze. Il colore è variabile dal trasparente al bianco latte, con un'infinità di differenti intermedi (verde, rosso, giallo, marrone, nero). Il contenuto in acqua può arrivare fino al 20%. La formazione dell'opale avviene mediante lento deposito geologico di un gel colloidale di silice a bassa temperatura.
Esso comprende molte varietà fra cui l'opale comune, l'opale nobile, l'opale nero, l'opale d'acqua, l'opale di fuoco, l'opale xiloide e la ialite.
La parola "opale" ha radice comune nel sanscrito ùpala, nel greco ὀπάλλιος opallios e nel latino opălus (con significato di "pietra preziosa").
Il 97% della produzione mondiale di opali è in Australia, paese che ne ha fatto la pietra nazionale, segnatamente nella zona di Lightning Ridge, dove si estrae l'opale nero. Giacimenti importanti sono situati anche in Messico, in Etiopia, in Brasile e negli USA.
L'opalescenza, il gioco di colori e di luce presentato dai campioni di opale, è dovuta ad effetti di interferenza ed alla diffrazione della luce causata a sua volta dalla regolare disposizione delle sferette di silice, le quali si dispongono in una forma impaccata, regolare e tridimensionale; è simile quindi alla disposizione dei cristalli.
Il riscaldamento di campioni di opale può causarne la disidratazione e, pertanto, la perdita dell'effetto di opalescenza. Una parziale reidratazione è ottenibile con prolungata immersione dei campioni danneggiati in acqua.

## Varietà

### Opale nobile

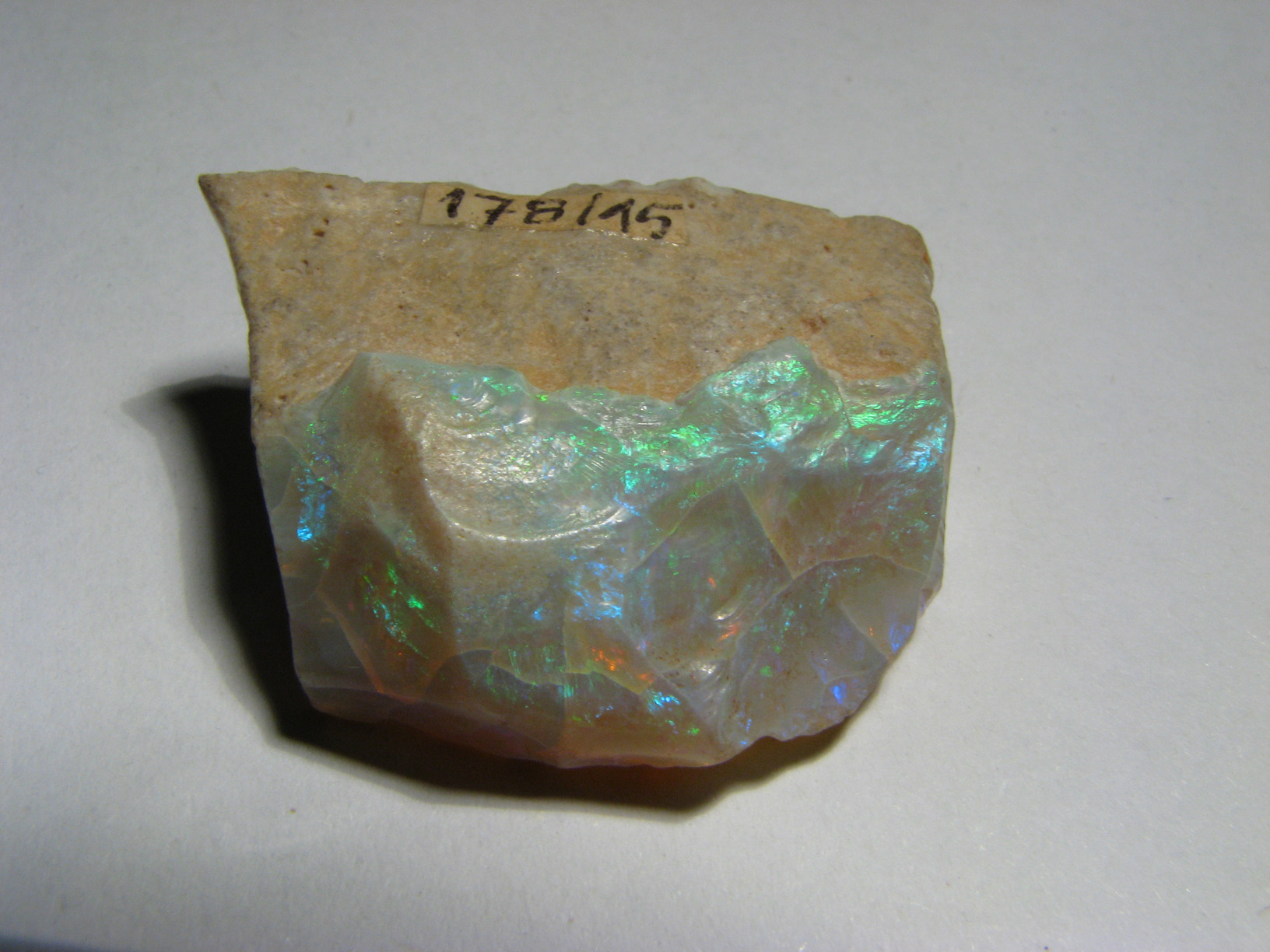
Opale nobile

L’opale nobile chiaro è la varietà più conosciuta, decantata anche da Plinio il Vecchio come il non plus ultra in fatto di gemme, per il suo aspetto particolare dovuto alle chiazze di colore cangiante, che presenta un notevole effetto di arlecchinamento, esibendo colori che possono variare dal blu al rosso, al verde di diverse tonalità.
Il colore di base dell'opale nobile è il bianco lattiginoso con lampi di colore dovuti ad iridescenze ed opalescenze, detto "arlecchinamento", più o meno vividi e colorati, che ne aumentano il pregio (opale arlecchino). Molto più raro è l'opale nero, che mostra riflessi blu e verde scuro. Giacimenti di opale si trovano in Cecoslovacchia, Messico e Australia.

### Opale nero

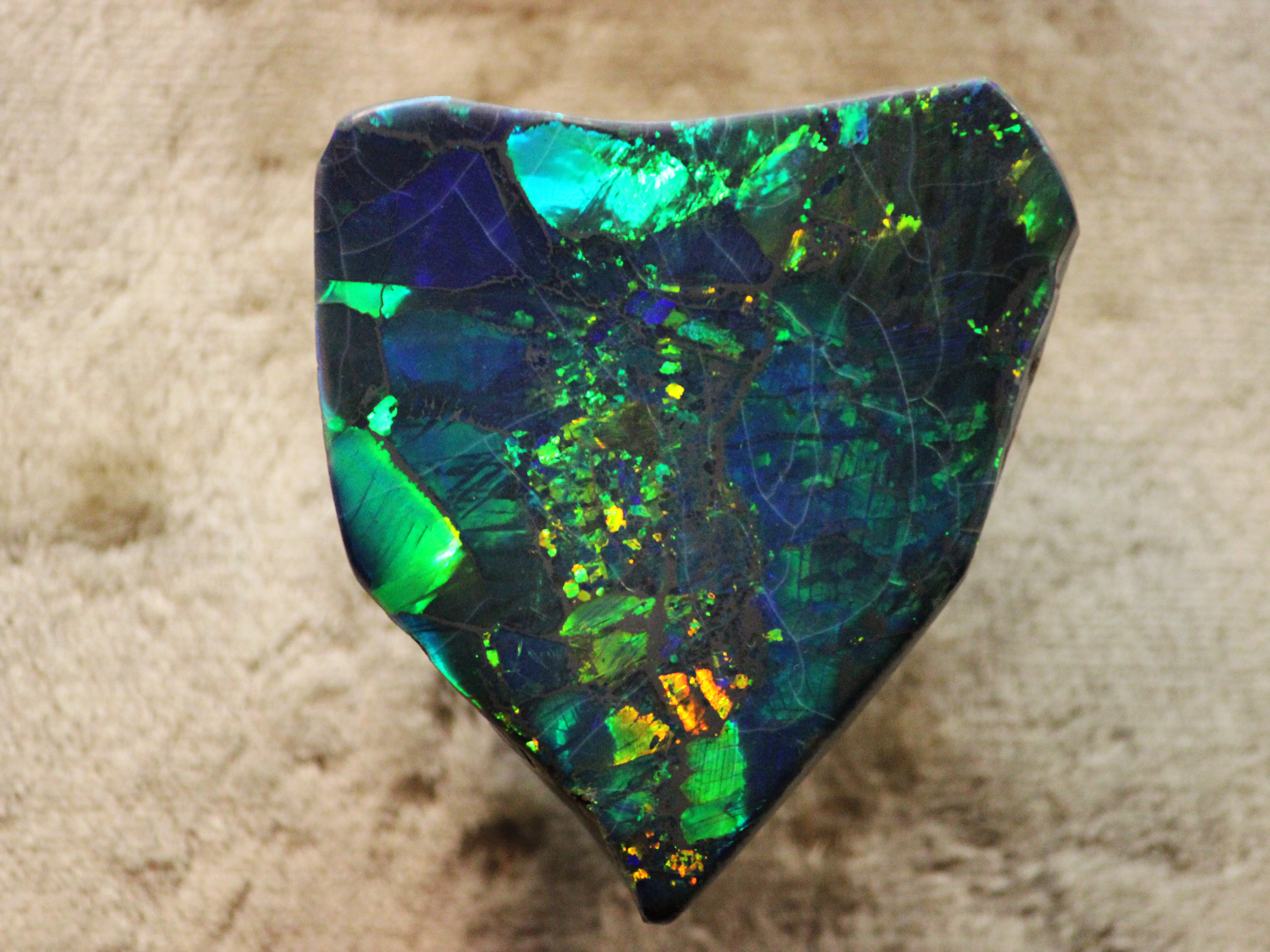
Opale nero "Harlequin Prince Opal", 215.85 carati, da Lightning Ridge, Australia.

L'opale nero è così chiamato per il colore sottostante: il colore dell'opale quando lo si gira. Più scuro è il tono, più preziosa può essere la pietra. Il fondo scuro dona luminosità ai colori sovrastanti.
L'opale nero è considerato la varietà di opale più preziosa.
Gli esemplari di ottima qualità possono riflettere tutto lo spettro visibile dei colori attraverso la loro magnifica opalescenza.
Quasi tutto l'opale nero è estratto in Australia, nel Nuovo Galles del Sud e la maggioranza delle pietre proviene in particolare da Lightning Ridge.
Secondo un'antica leggenda aborigena australiana, Dio scese dal cielo su di un arcobaleno e pronunciò un messaggio di pace per tutto il genere umano. Le pietre vicine al luogo dove Dio posò i suoi piedi presero vita all'improvviso e cominciarono a scintillare. In quel momento, si dice, nacque l'opale.
Alcuni opali definiti neri sono in realtà opali naturalmente chiari, resi scuri attraverso un trattamento detto "affumicatura" utilizzato per gli opali etiopi idrofane provenienti da Wello (Welo).

### Opale di fuoco

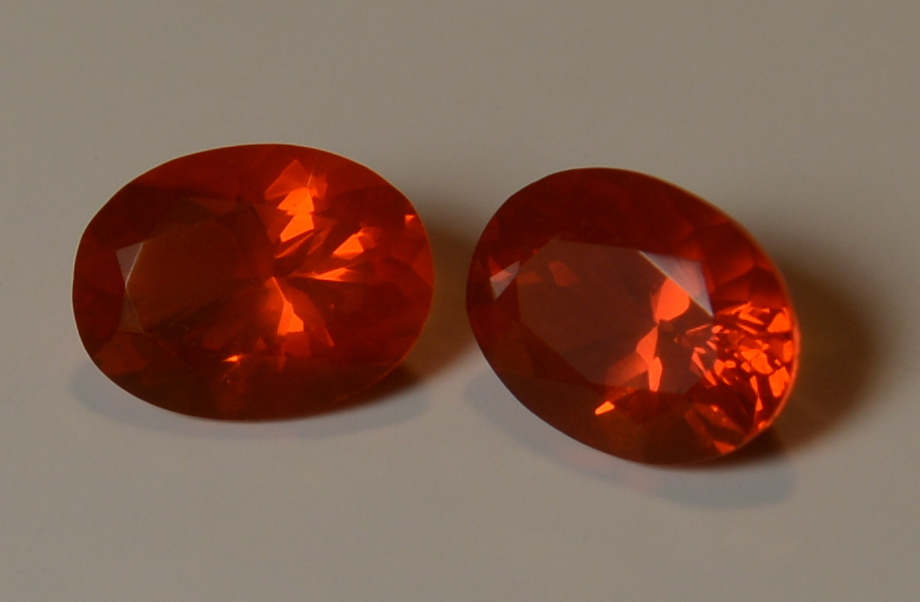
Opali di fuoco messicani

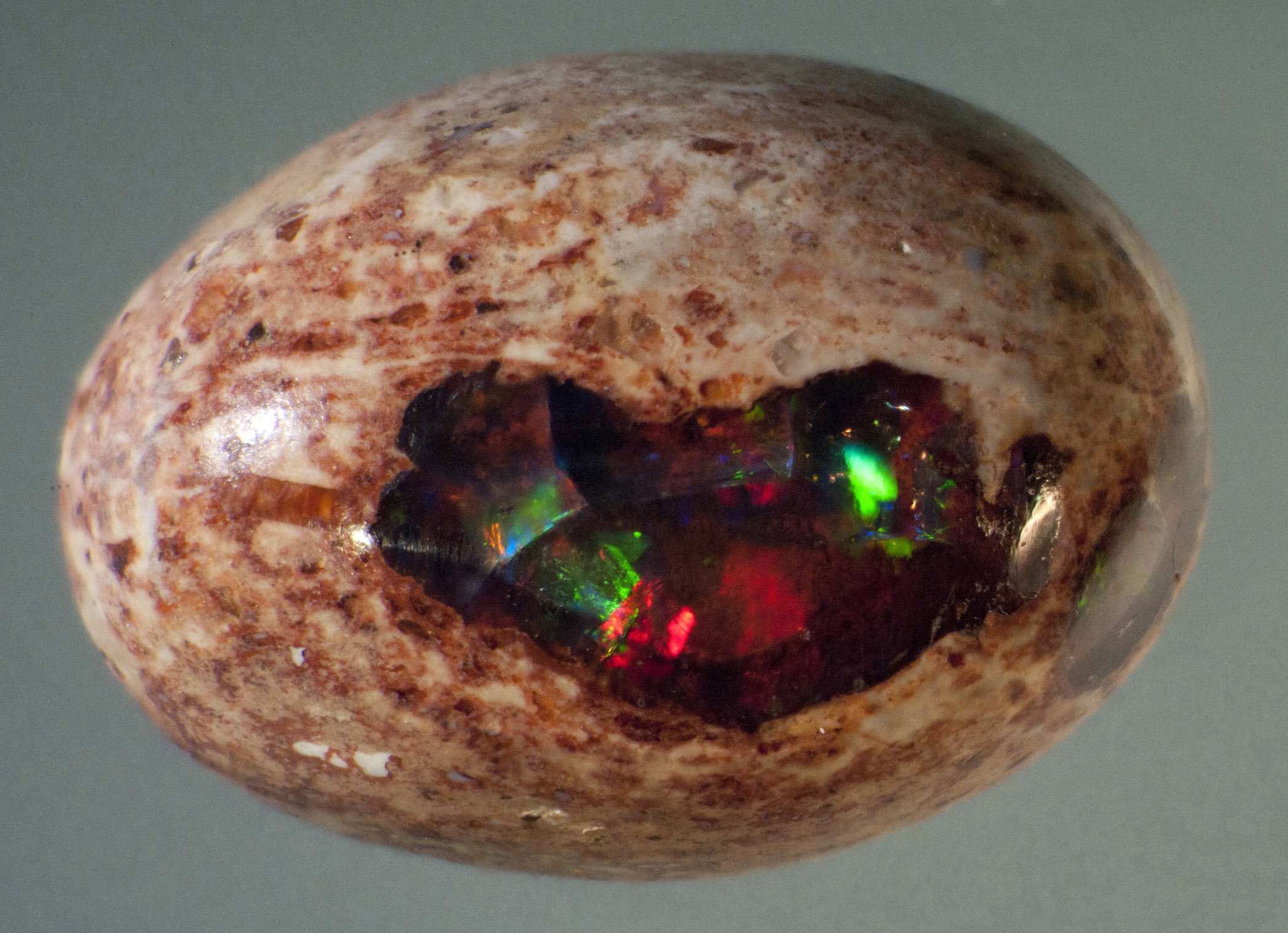
Opale brasiliano

La varietà di colore rosso vivo o arancione o rosso arancio viene così detta per il colore sgargiante, da trasparente a semitrasparente.
Solitamente questa varietà manca di iridescenza e, nelle varietà più pregiate, è carente anche la lattescenza, mentre i campioni meno pregiati sono più torbidi. Il colore rosso arancio vivo è dovuto all'ossido ferroso. Il taglio viene effettuato a faccette o, se opalescente, a cabochon. Proviene soprattutto dal Messico (Hidalgo, Queretaro) e dal Brasile (Rio Grande do Sul). Gli europei lo scoprirono nei primi decenni dell'Ottocento grazie ai viaggi dello studioso tedesco Alexander von Humboldt.
Esiste anche la varietà di opale andino, o peruviano.
Vengono definiti "opali di fuoco" anche le varietà che presentano giochi di colori.
Gli opali di fuoco messicani hanno una matrice o potch di colore variabile tra il marrone ed il bianco, con opali arancioni e si trovano negli strati rocciosi di aree montuose con vulcani estinti.
Tali opali possono comprendere nel taglio e nella lucidatura il materiale ospitante o potch.

### Ialite

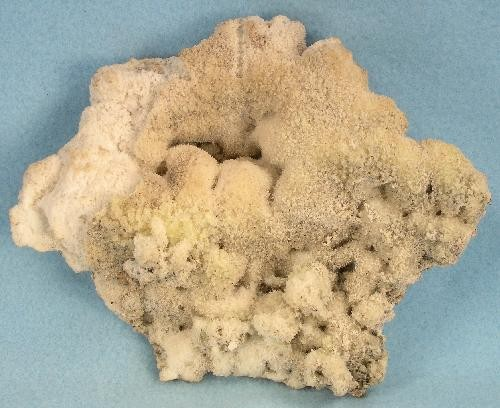
Opale var. ialite
Monti Erongo, Namibia, Africa.

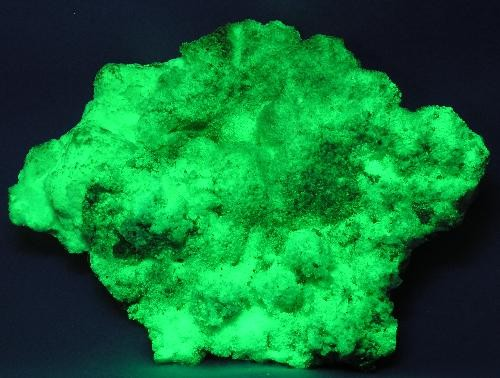
La fluorescenza emerge con luce a raggi ultravioletti.

Si tratta di una varietà incolore che si presenta come patine oppure anche incrostazioni trasparenti, con aspetto globulare, di spessore consistente. Presenta un'intensa fluorescenza verde quando viene eccitato da ultravioletti (a 254 nm o anche a 365 nm).
Si trova, sotto forma di incrostazioni, a Valec (Boemia), Spruce Pine (Carolina del Sud) e San Luis Potosí (Messico). In Italia si può trovare in Sardegna presso Sant'Antioco ed in Toscana nel Complesso Vulcanico Roccastrada-Torniella (Provincia di Grosseto) dove sono state individuate forme arborescenti e/o botroidali fortemente luminescenti con rari e vari colori di emissione oltre al tipico verde brillante (ritrovamento avvenuto nel 2017).

### Opale xiloide
È la denominazione del legno fossile silicizzato, trasformato in masse di opale di colore bruno. Non presenta opalescenza.

## Giacimenti

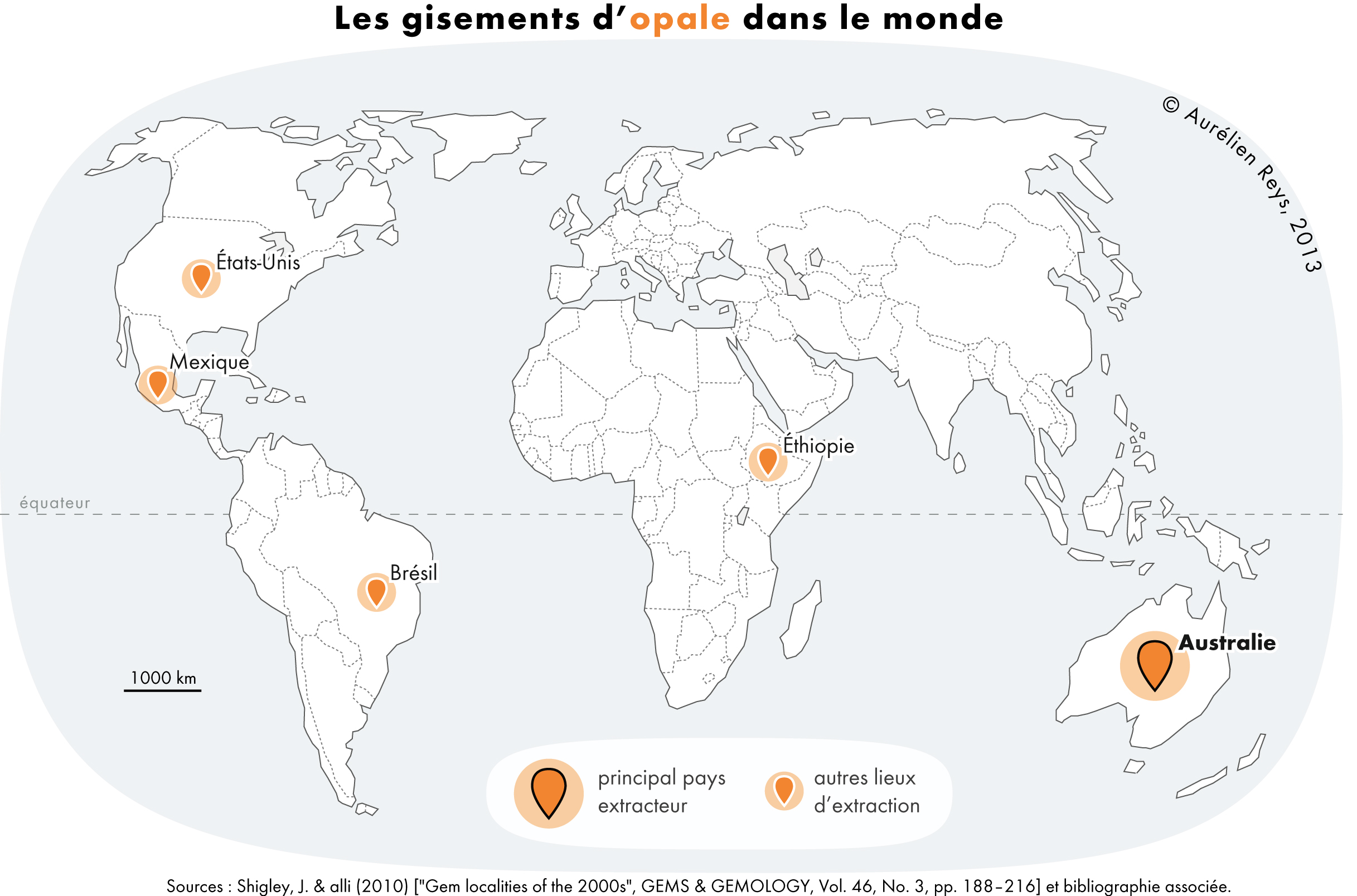
Principali paesi produttori di opale

- Australia
  - Andamooka
  - Coober Pedy
  - Lightning Ridge
  - Mintabie
  - Queensland
- Brasile
- Canada
- Etiopia
- Indonesia
- Messico
  - Querétaro
- Repubblica Ceca
- Slovacchia
- Stati Uniti
  - Virgin Valley
- Turchia
- Ungheria

## Classificazione dell'opale australiano

### Tipologia
L'opale si può distinguere fondamentalmente in tre tipi:
- 1 - Tutta la gemma è composta omogeneamente da opale, che può essere sia prezioso, caratterizzato dal tipico gioco di colori, che opale comune senza colore.
- 2 - Uno strato di opale prezioso o comune aderisce ad una roccia ospite di composizione chimica differente. Questo tipo di opale viene chiamato comunemente Boulder.
- 3 - L'opale prezioso è diffuso in fratture e pori della roccia ospite, presentandosi quindi sotto forma di pagliuzze e venature (Koroit o Yowah Nut). Questo tipo di opale viene chiamato Matrix.

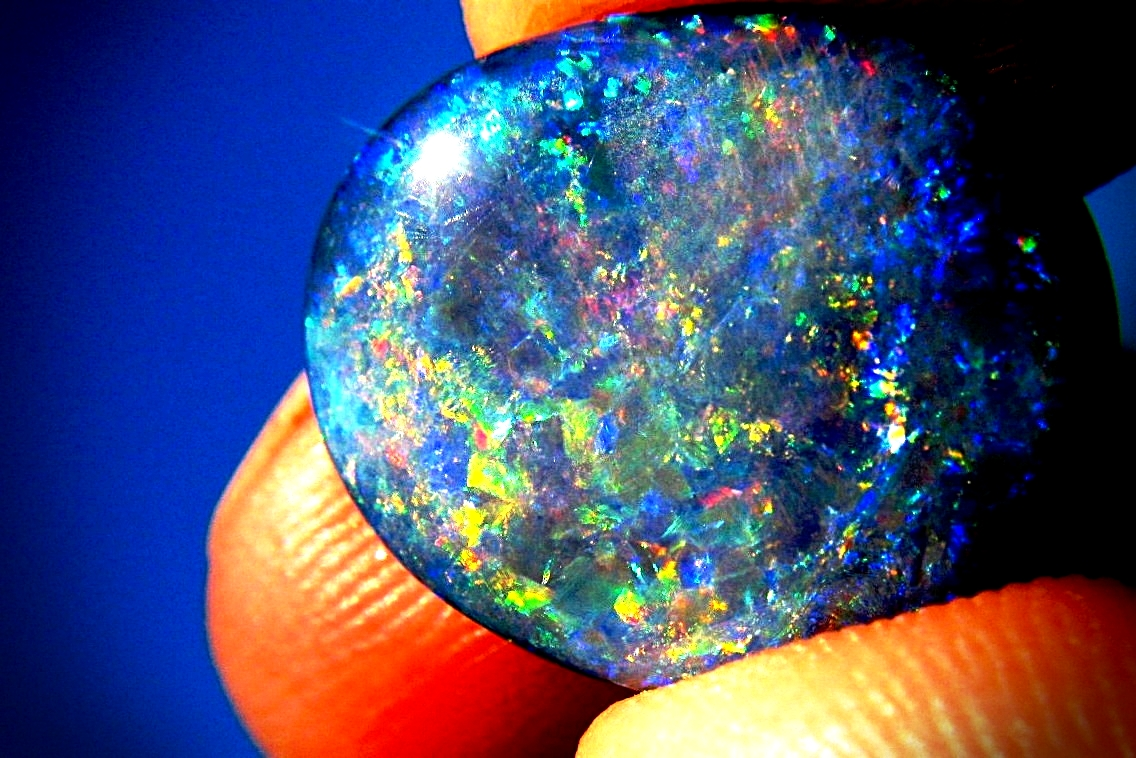
1. Opale nero da Lightning Ridge, Australia.
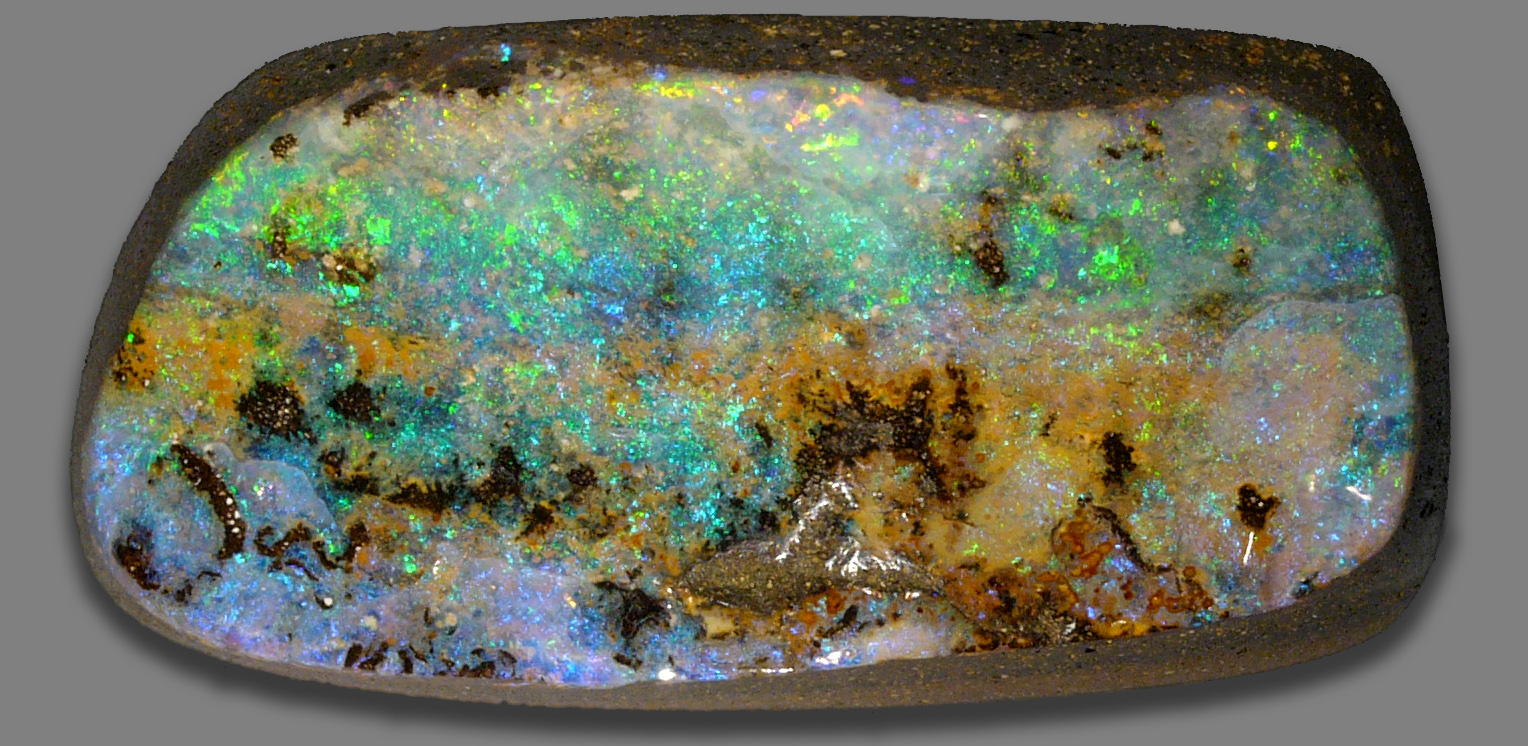
2. Opale boulder.
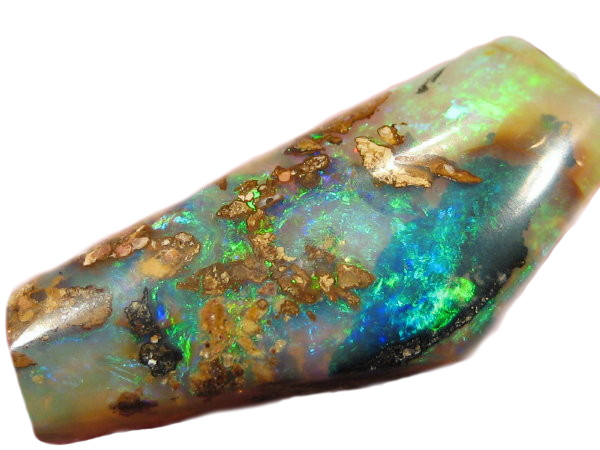
2. Opale boulder.
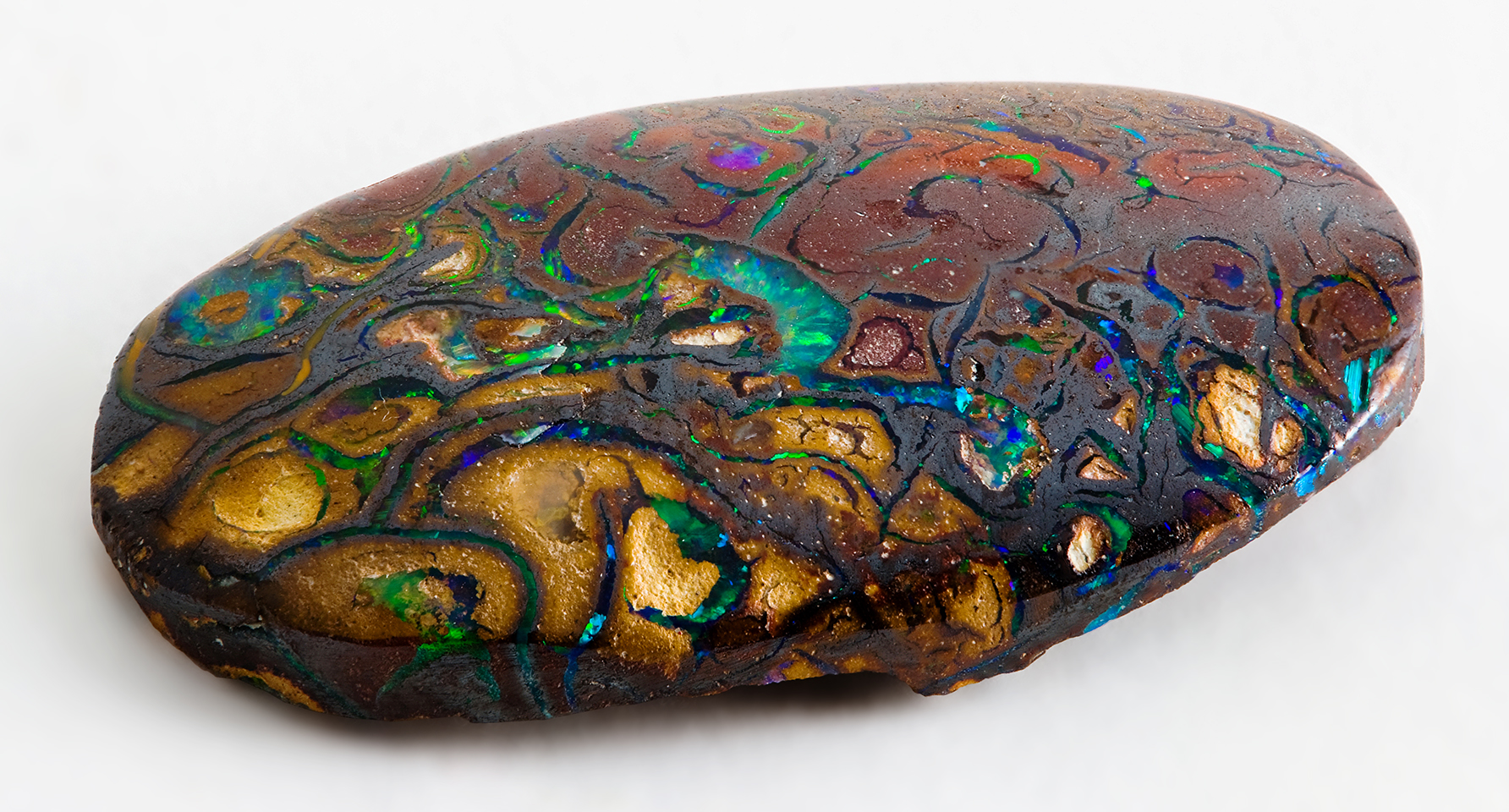
3. Opale australiano koroit.
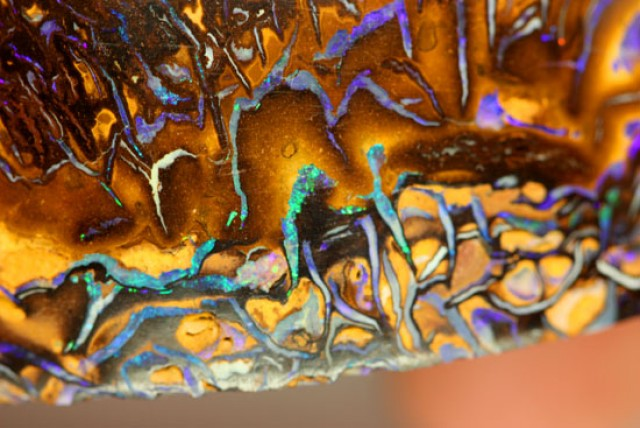
3. Opale australiano koroit.

### Tono del corpo
Per tono del corpo di un opale viene intesa la relativa oscurità del suo sfondo, indipendentemente dalla sua opalescenza. Per determinare il tono di un opale, l’attenzione va posta quindi solo sullo sfondo della gemma, che va dal nero (N1) al bianco (N9).
- Da N1 a N4 - Opale nero, (Black opal) presenta il gioco di colori su uno sfondo che passa dal nero (i più rari e pregiati N1) al grigio scuro (N4).
- Da N5 a N6 - Opale grigio o scuro ( Dark opal) presenta il gioco di colori su uno sfondo scuro o grigio. A volte questa categoria è chiamata anche semi-black.
- Da N7 a N8 - Opale chiaro (Light opal) presenta il gioco di colori su uno sfondo grigio chiaro.
- N9 - Opale bianco (White opal) presenta il gioco di colori su uno sfondo bianco.[15][14]

### Trasparenza
L'opale può essere da trasparente a semitrasparente (opale crystal) ed opaco. Il termine "crystal" si riferisce in questo contesto ad una qualità estetica, non ad una struttura cristallina.

### Brillantezza
La luminosità, o brillantezza, dei colori della gemma è un fattore importante per determinarne il valore. Un opale luminosissimo, anche se piccolo, ha un valore superiore rispetto ad uno grande, ma poco luminoso. 
La scala di classificazione della brillantezza è indicata dalla lettera B e da valori numerici da 1 a 7.
- B 1 - Eccezionalmente Brillante - L'opale ha un vivido gioco di colori e riflessi elettrici sotto qualsiasi luce ed è ancor più luminoso se visto in penombra.
- B 2 - Brillante - L'opale ha un intenso gioco di colori sia sotto la luce artificiale che quella solare e rimane molto luminoso se visto in penombra.
- B 3 - Molto luminoso - L’opale mostra un bel gioco di colori sotto una luce artificiale debole e una molto buona sotto i raggi del sole. Se messo in ombra si notano i colori.
- B 4 - Luminoso - L’opale mostra un bel gioco di colori sia sotto la luce solare che la luce artificiale. Non mostra alcun colore se messo in ombra lontano dalla luce.
- B 5 - Poco luminoso - L’opale mostra un certo gioco di colori sia sotto la luce solare che quella artificiale delle lampade.
- B 6 - Debole - L’opale mostra un debole gioco di colori sia sotto la luce solare che quella artificiale delle lampade.
- B 7 - Molto debole - L’opale mostra accenni di colore solamente sotto la luce solare.[14]

## Lavorazione

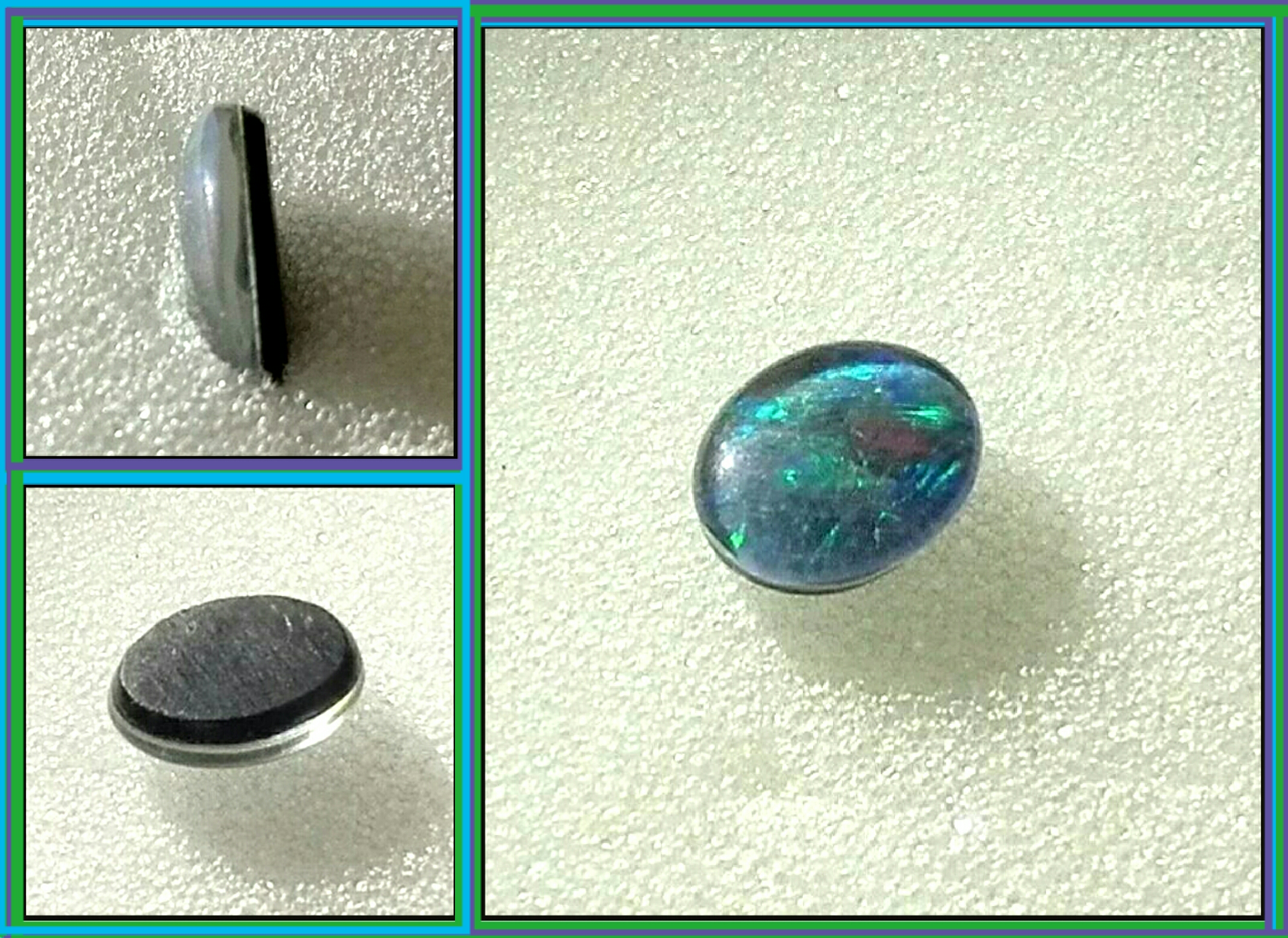
Tripletta

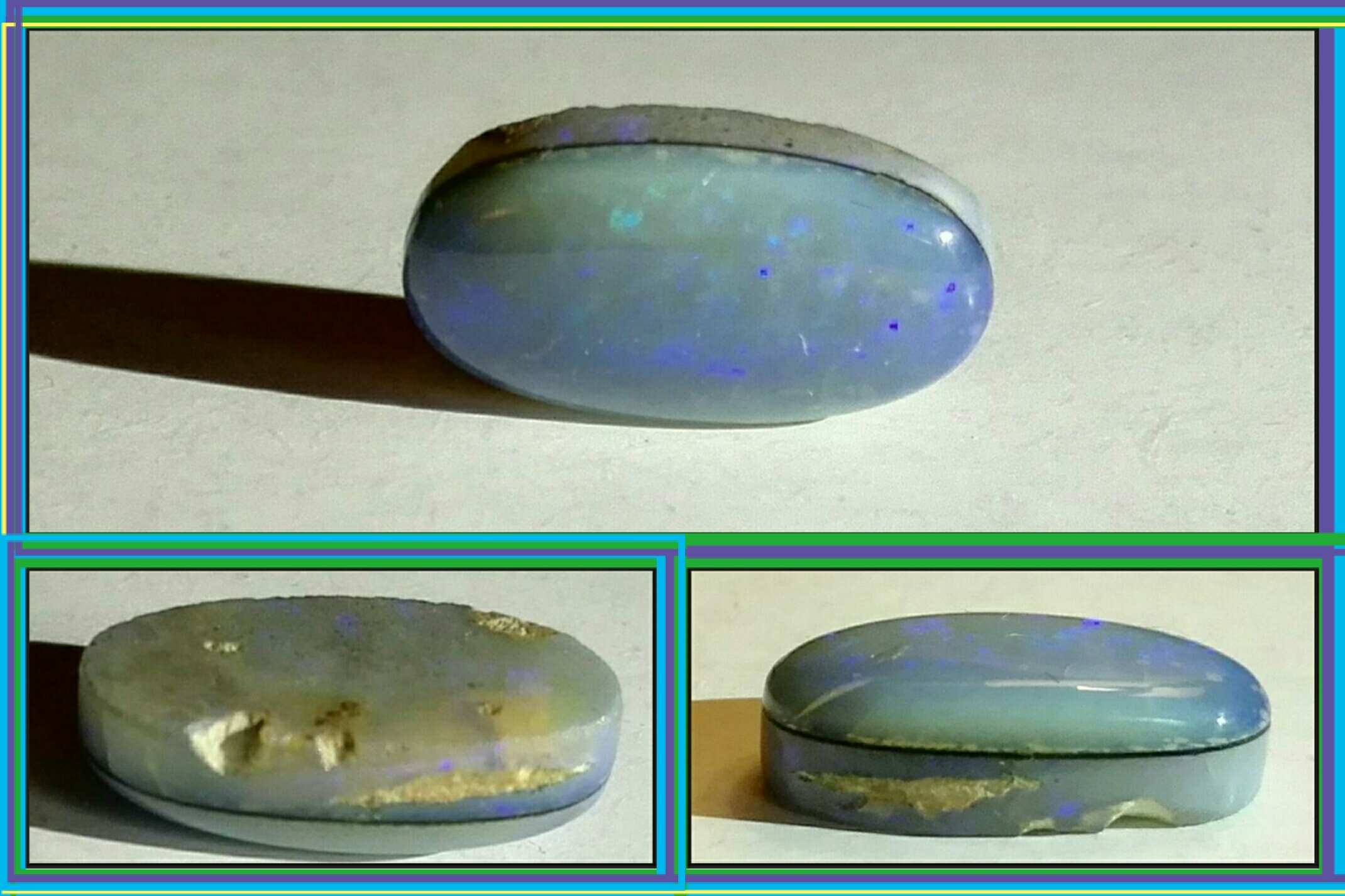
Opale assemblato: una lamina scura si interpone tra due opali di qualità diversa.

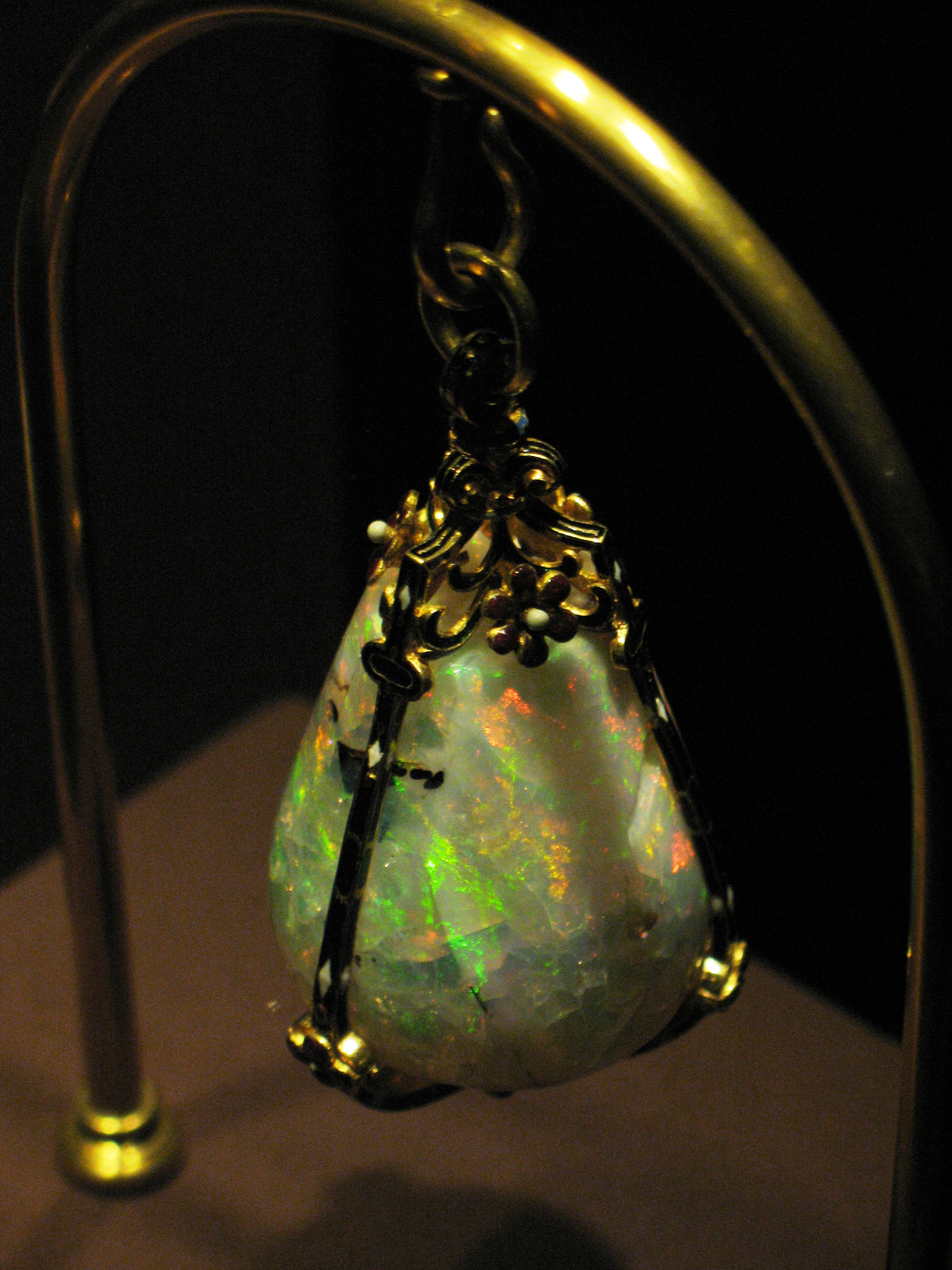
Opale ungherese.
Gioiello in opale nobile, oro, smalto. 1600 circa. Schatzkammer (Tesoreria Imperiale), Hofburg, Vienna.

L'opale viene lavorato per evidenziarne gli effetti di colore dovuti all'opalescenza e non tanto per la sua trasparenza (non ha un indice di rifrazione elevato né possiede una particolare dispersione e quindi si presta poco alla sfaccettatura) pertanto, usualmente viene tagliato a cabochon e non sfaccettato. L'opale nobile è la qualità utilizzata più frequentemente.
- Opale solido: la pietra lavorata è completamente naturale, è considerato una gemma preziosa o semipreziosa.
- Doppietta: uno strato sottile di opale viene incollato su un supporto scuro di nessun valore. Il supporto scuro evidenzia le iridescenze dell'opale sovrastante. Le doppiette hanno un valore commerciale nettamente inferiore all’opale solido e con il tempo si possono scollare o deteriorare.
- Tripletta: uno strato sottilissimo di opale viene posto e incollato tra una lente trasparente (plastica, quarzo, vetro) e una lamina di plastica o pietra scura. Il valore commerciale è basso e di facile deperimento.[16]
- Altre volte viene posto un materiale sottilissimo scuro tra due pezzi di opale, con lo scopo di evidenziarne le iridescenze, senza essere notato una volta incastonato.

## Opale sintetico
L'opale sintetico è stato prodotto dalla ditta "Gilson" nel 1974 e realizzato in molte varietà, perfezionando negli anni i propri risultati fino a ottenere esemplari del tutto simili agli originali. Nel 1980 la "Inamori Division" iniziò a produrre opali sintetici in Giappone. L’opale creato da Gilson e da Inamori ha qualità fisiche leggermente diverse dal naturale, ma il falso opale può essere riconosciuto dopo un’accurata osservazione al microscopio, che ne evidenzia alcuni aspetti tipici: l’effetto "a pelle di lucertola", la tessitura colonnare, le zone di colore che presentano una particolare increspatura.

## Simbologia
Dal 15 agosto 1985, l'opale è l'emblema minerario dello Stato dell'Australia Meridionale.
Il 27 luglio 1993 è stato riconosciuto "gemma nazionale" dalla stessa Australia.
Nel 2008, la medesima pietra, nella sua variante nera, è stata proclamata emblema minerario del Nuovo Galles del Sud.

## L'opale nella letteratura
(William Shakespeare, La dodicesima notte, o quel che volete, Atto II, scena 4)

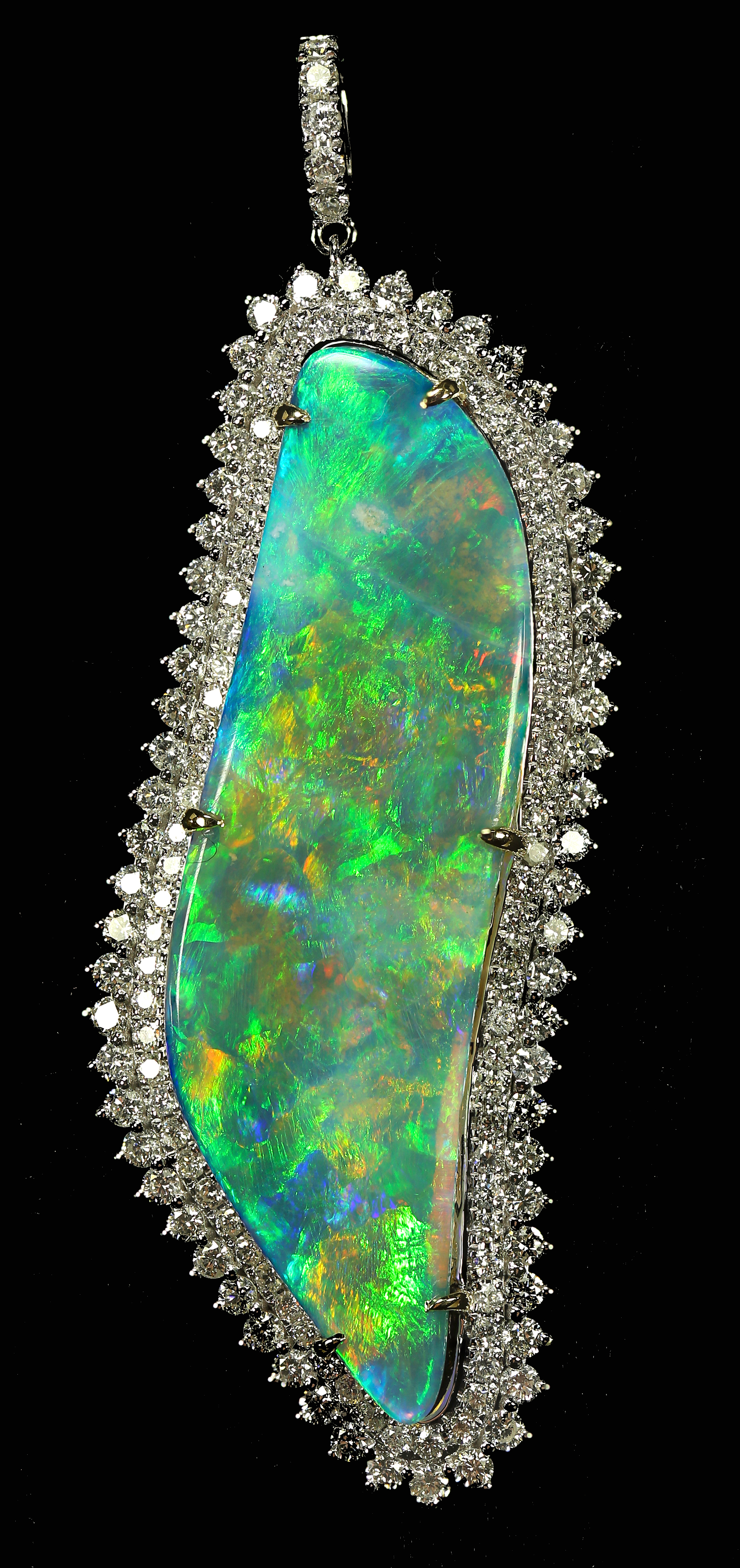
Ciondolo con opale solido e diamanti. Opale da Mintabie, Australia.

- Affermava Plinio il Vecchio nel 79 d.C.: “Alcune pietre di Opale hanno un gioco di colore che rivaleggia le più intense e ricche tinte utilizzate da pittori. Altre invece… simulano scintillanti fiamme sulfuree o il vivace fuoco di una lampada ad olio"[22] e descrive l’opale come avente “il fuoco del granato, il porpora brillante dell’ametista e il colore verde mare dello smeraldo, tutti scintillanti insieme in un’incredibile unione”.
- Nella VII scena del III atto di "Nathan il Saggio" (1779) di Gotthold Ephraim Lessing, il protagonista, Nathan, racconta una parabola in cui un anello, ornato con un opale preziosissimo, conferisce il potere segreto di rendere gradito a Dio e agli uomini chiunque lo indossi con fiducia.
- Il disco [del Sole], grandissimo, pende rossastro in un latte d’opale (Giovanni Pascoli- Myricae, Tramonti, Piano e monte. 1891)
- Edgar Allan Poe lo cita nel suo racconto “Lo scarabeo d’oro”(1842-1843) insieme ad altre pietre preziose.
- Le sue dita, fuor di quelle sottili guaine, apparvero bianchissime, lunghette, inanellate. Brillava di vivi fuochi su l’anulare sinistro un grande opale. (Gabriele D'Annunzio, Il piacere, 1889, dove l'opale è più volte citato).
- La laguna è di seta cangiante come l'opale. (Gabriele D'Annunzio, Notturno, 1921)
- La sera è di opale, d'oro, d'ambra. (Gabriele D'Annunzio, Notturno, 1921)

(Charles Baudelaire, Tristezza della luna, da I fiori del male)
- Baudelaire definisce inoltre “viventi opali” gli occhi dei gatti, in una delle sue poesie.
- Nel romanzo Anna di Geierstein, del 1829, Walter Scott racconta la disavventura di Lady Hermione causata da un opale.
- L'opale è anche il soggetto centrale della storia "Paperino e gli opali di Opalù" pubblicata in Topolino n. 1457 del 30/10/1983.
- Un opale nero è al centro del plot narrativo del film del 2019 Uncut Gems (titolo italiano: Diamanti grezzi) diretto da Josh e Benny Safdie.